# Ornitomimosaures
Els ornitomimosaures (Ornithomimosauria, 'llangardaixos imitadors d'ocells') o dinosaures estruç són un grup de dinosaures teròpodes que eren superfícialment similars als estruços moderns. Eren dinosaures ràpids, omnívors o herbívors del Cretaci que van habitar Lauràsia (avui Àsia, Europa i Nord-amèrica). El grup va aparèixer al Cretaci inferior i va persistir fins al Cretaci superior. Sembla que estaven emparentats amb teròpodes celurosaures menys derivats com el Compsognathus i els tiranosàurids. Membres primitius del grup inclouen el Pelecanimimus, Shenzhousaurus, Harpymimus i probablement l'enorme Deinocheirus, els braços del qual arribaven als 2,4 metres de longitud. Altres espècies més avançades, membres de la família dels ornitomímids, inclouen Gallimimus, Archaeornithomimus, Anserimimus, Struthiomimus i Ornithomimus. Alguns paleontòlegs com Paul Sereno consideren a l'enigmàtic grup dels alvarezsàurids com els parents més propers dels ornitomimosaures i els emplacen conjuntament en la superfamília Ornithomimoidea (vegeu la classificació més avall).

## Descripció
Els cranis dels ornitomimosaures eren petits, amb ulls grans, sobre colls relativament llargs i fins. Algunes espècies primitives (com Pelecanimimus i Harpymimus) tenien dents, però la majoria presentaven becs sense dents.

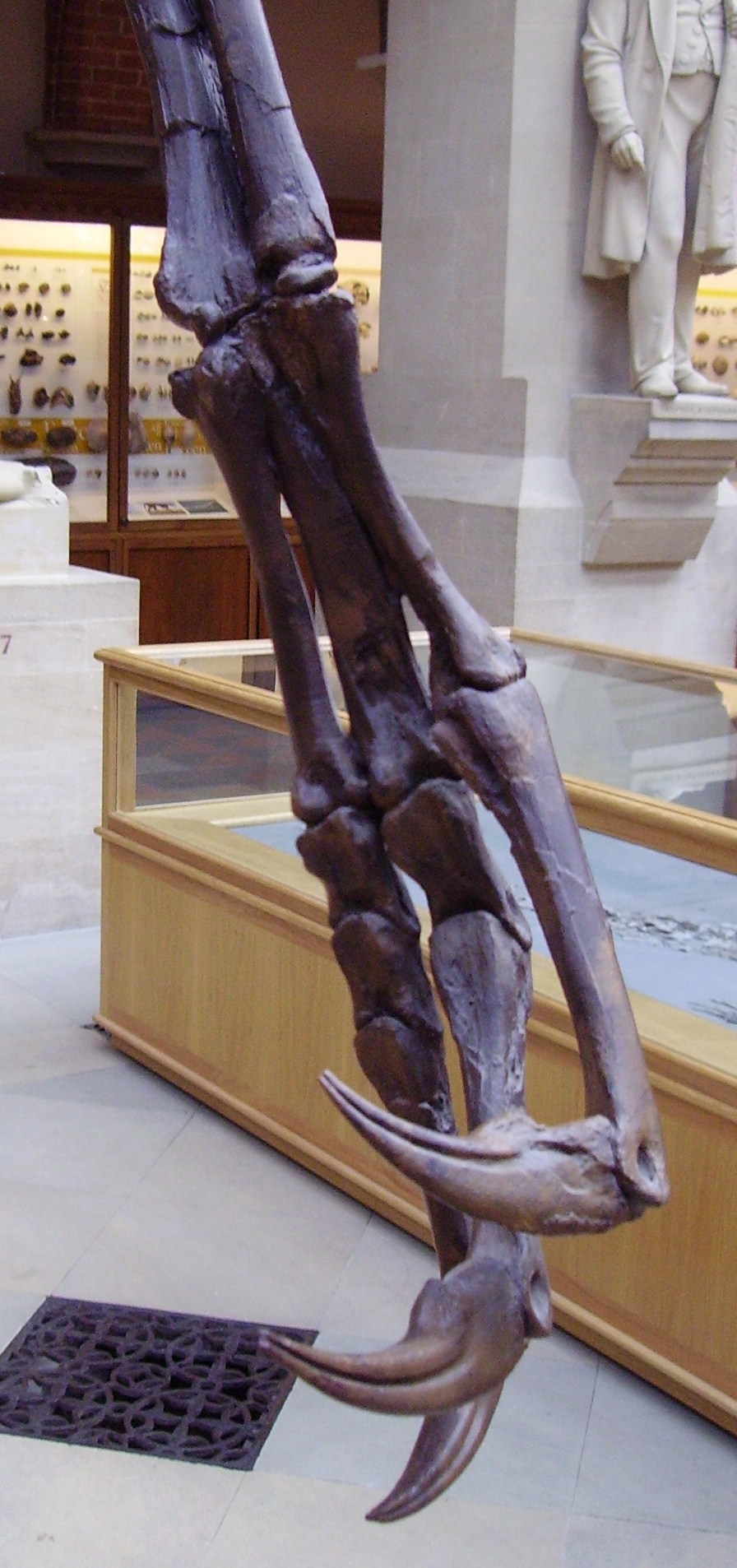
Extremitat anterior de Struthiomimus, mostrant les urpes (de OUMNH).

Les extremitats anteriors (braços) eren llargues i fines i estaven equipades d'urpes poderoses. Les extremitats posteriors eren llargues i potents, amb un peus llargs i dits curts i forts que acabaven en urpes similars a les de les peülles. Els ornitomimosaures probablement estaven entre els dinosaures més ràpids. Com molts altres celurosaures, la pell dels ornitomimosaures probablement estava emplomada en comptes de coberta d'escates.

### Dieta
Els ornitomimosaures probablement adquirien la major part de les calories de les plantes. Molts ornitomimosaures, incloent les espècies primitves, s'han trobat amb nombrosos gastròlits en els seus estómacs, una característica dels herbívors. Henry Fairfield Osborn va proposar que els braços llargs, similars als dels peresosos, dels ornitomimosaures haurien pogut servir per a abaixar branques de les que alimentar-se, una idea suportada per un estudi més a fons de les seves estranyes mans similars a garfis. L'abundància d'ornitomímids (són els dinosaures petits més comuns a Nord-amèrica) és consistent amb la idea que eren menjadors de plantes, en tant que els herbívors acostumen a superar en nombre als carnívors en els ecosistemes. De totes maneres podrien haver sigut omnívors que haguessin menjat plantes i petites preses animals.

## Taxonomia
- Infraordre Ornithomimosauria
  - Pelecanimimus (Espanya central)

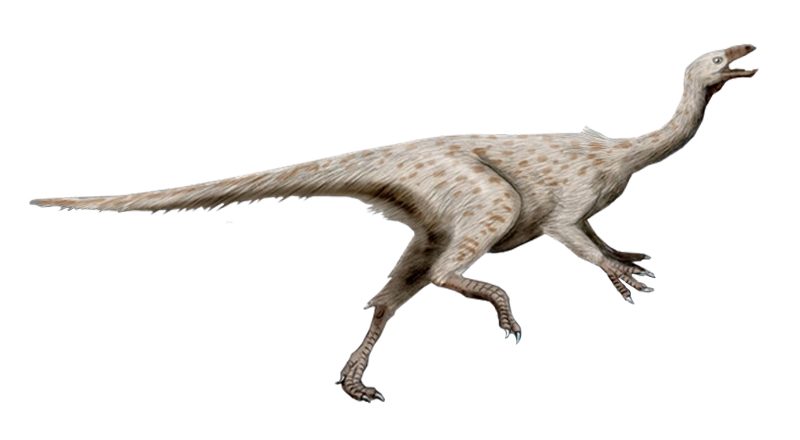
Beishanlong

  - Shenzhousaurus (nord-est de la Xina)
  - Família Deinocheiridae
    - Deinocheirus (Mongòlia)

  - Família Garudimimidae
    - Garudimimus (Mongòlia)

  - Família Harpymimidae
    - Harpymimus (Mongòlia)
    - Beishanlong (nord-est de la Xina)

  - Família Ornithomimidae
    - Anserimimus (Mongòlia)
    - Archaeornithomimus (Xina)
    - Dromiceiomimus (Alberta)
    - Gallimimus (Mongòlia)
    - Ornithomimus (Colorado i Alberta)
    - Sinornithomimus (Mongòlia Interior)
    - Struthiomimus (Montana i Alberta)